# Chevrolet Deluxe
Chevrolet Deluxe — комплектація автомобілів Chevrolet, які випускалися з 1941 по 1952 рік і були лідером продажів на ринку протягом 1940-х років. Спочатку лінія включала 4-дверний седан, але згодом розширилась до 2-дверного «аероседану» фастбека та інших типів кузова. Chevrolet 1941 року був першим поколінням, який не мав спільного зовнішнього вигляду з вантажівками Chevrolet, тоді як вантажівка Chevrolet AK-Series мала спільні внутрішні компоненти.
Саме в цьому поколінні всі автомобілі GM отримали збільшені розміри ширини, щоб розмістити трьох пасажирів на передньому сидінні та ще трьох пасажирів на задньому сидінні. Це було досягнуто шляхом видалення підніжки, що додало додатковий простір у салоні.
Оригінальна серія випускалася з 1941 по 1948 рік, після чого в 1949 році був представлений новий стиль кузова, який випускався до 1952 року. Протягом післявоєнних років і до початку 1950-х років Deluxe був лідером продажів Chevrolet, пропонуючи баланс стилю і розкоші, недоступні в базовій серії Special; і ширший діапазон стилів кузова, включаючи кабріолет, хардтоп Sport Coupe (з 1950 року), дво- та чотиридверні седани та чотиридверні універсали.